# Alberto Bovone
Alberto Bovone (Frugarolo, 11 giugno 1922 – Roma, 17 aprile 1998) è stato un cardinale e arcivescovo cattolico italiano.

## Biografia
Nacque a Frugarolo, in provincia e diocesi di Alessandria, l'11 giugno 1922.

### Formazione e ministero sacerdotale
Il 26 maggio 1945 fu ordinato presbitero da Giuseppe Angrisani, vescovo di Casale Monferrato, per la diocesi di Alessandria.
Nel 1946 fu viceparroco della parrocchia di San Pietro in Felizzano.
Dopo gli studi teologi a Roma presso l'Apollinare, il 19 ottobre 1951 in seguito a concorso venne nominato officiale della Sacra Congregazione del Concilio. Nel 1951 diventa capo ufficio della Congregazione per il clero.
Il 17 ottobre 1957 ricevette il titolo di Cameriere segreto soprannumerario di Sua Santità.
Il 21 maggio 1973 fu nominato da papa Paolo VI sottosegretario della Congregazione per la dottrina della fede.

### Ministero episcopale e cardinalato
Il 5 aprile 1984 papa Giovanni Paolo II lo nominò arcivescovo titolare di Cesarea di Numidia e il successivo 8 aprile segretario della Congregazione per la dottrina della fede. Il 12 maggio ricevette l'ordinazione episcopale, nella cattedrale di Alessandria, dal cardinale Joseph Ratzinger, prefetto della stessa congregazione, co-consacranti il vescovo di Alessandria Ferdinando Maggioni e l'arcivescovo Luigi Dadaglio, pro-penitenziere maggiore.
Il 13 giugno 1995 fu nominato dallo stesso papa pro-prefetto della Congregazione delle cause dei santi; succedette ad Angelo Felici, dimessosi per raggiunti limiti di età.
Nel concistoro del 21 febbraio 1998 papa Giovanni Paolo II lo creò cardinale diacono di Ognissanti in Via Appia Nuova. Le sue condizioni di salute non gli permisero di essere presente durante la cerimonia del concistoro, perché era ricoverato al Policlinico Gemelli e il papa inviò il cardinale Angelo Sodano, quale legato pontificio, per imporgli la berretta cardinalizia in ospedale. Il 23 febbraio diventò prefetto della congregazione che già presiedeva.
Morì poco dopo, il 17 aprile 1998. È sepolto nella chiesa parrocchiale di Frugarolo, suo paese natale, che egli contribuì a restaurare e ove ora sono custoditi il suo pastorale e altri cimeli a lui appartenuti.

## Genealogia episcopale
La genealogia episcopale è:
- Cardinale Scipione Rebiba
- Cardinale Giulio Antonio Santori
- Cardinale Girolamo Bernerio, O.P.
- Arcivescovo Galeazzo Sanvitale
- Cardinale Ludovico Ludovisi
- Cardinale Luigi Caetani
- Cardinale Ulderico Carpegna
- Cardinale Paluzzo Paluzzi Altieri degli Albertoni
- Papa Benedetto XIII
- Papa Benedetto XIV
- Papa Clemente XIII
- Cardinale Bernardino Giraud
- Cardinale Alessandro Mattei
- Cardinale Pietro Francesco Galleffi
- Cardinale Giacomo Filippo Fransoni
- Cardinale Antonio Saverio De Luca
- Arcivescovo Gregor Leonhard Andreas von Scherr, O.S.B.
- Arcivescovo Friedrich von Schreiber
- Arcivescovo Franz Joseph von Stein
- Arcivescovo Joseph von Schork
- Vescovo Ferdinand von Schlör
- Arcivescovo Johann Jakob von Hauck
- Vescovo Ludwig Sebastian
- Cardinale Joseph Wendel
- Arcivescovo Josef Schneider
- Vescovo Josef Stangl
- Papa Benedetto XVI
- Cardinale Alberto Bovone